# Nagy fahágó
A nagy fahágó (Xiphocolaptes major) a madarak osztályának verébalakúak (Passeriformes) rendjébe valamint a fazekasmadár-félék (Furnariidae) családjába és a fahágóformák (Dendrocolaptinae) alcsaládjába tartozó faj.

## Rendszerezése
A fajt Louis Pierre Vieillot francia ornitológus írta le 1818-ban, a Dendrocopus nembe  Dendrocopus major néven, innen helyezték jelenlegi nemébe.

## Alfajai
- Xiphocolaptes major castaneus Ridgway, 1890
- Xiphocolaptes major estebani Cardoso da Silva, Novaes & Oren, 1991
- Xiphocolaptes major major (Vieillot, 1818)
- Xiphocolaptes major remoratus Pinto, 1945[2]

## Előfordulása
Argentína, Bolívia, Brazília és Paraguay területén honos. A természetes élőhelye a szubtrópusi és trópusi  síkvidéki esőerdők, lombhullató erdők, száraz és nedves szavannák és bokrosok.

## Megjelenése
Átlagos testhossza 34 centiméter, testtömege 120-162 gramm.
|  |

## Életmódja
Többnyire rovarokkal táplálkozik, de néha kisebb gerinceseket is fogyaszt.

## Külső hivatkozások
- Képek az interneten a fajról
- Internet Bird Collection - videók a fajról
- Xeno-canto.org - a faj hangja és elterjedési területe